# Tillandsia aizoides
Espèce
Classification phylogénétique
Tillandsia aizoides est une espèce de plantes de la famille des Bromeliaceae. L'épithète aizoides signifie « ressemblant à l'aiz(o)n ». Le terme aizoon signifie « toujours vivant » et désignait autrefois de nombreuses plantes de montagne en petite rosette acaule persistante, dont les saxifrages, les joubarbes, etc. L'épithète aizoides est une référence au port compact de la plante.

## Protologue et type nomenclatural
Tillandsia aizoides Mez in C.DC., Monogr. Phan. 9: 866, n° 233 (1896)
Diagnose originale :
« foliis caulem permanifestum quaquaverse vestientibus, haud ultra 20 mm. longis ; scapo conspicuo, praeter bracteam 7-nerviam vaginas 1-2 procreante; flore singulo ; sepalis antico cum reliquis ad 2 mm., posticis inter sese ad 2,5 mm. connatis. »
Type : Mez cite deux spécimens différents sans préciser explicitement son choix de l'holotype :
- leg. Hieronymus & Niederlein, n° 850 ; « Argentina, prov. Catamarca in valle de Tamatina » ; Syntypus B (in Herb. Hieron.). (B 10 0247107) Nb : ce syntype, le premier cité par Mez, est considéré à B comme l’holotype.
- leg. Lorentz & Hieronymus ; « ad Chacrarita de los Padres, Quebrada de la Tala » ; Syntypus B (in Herb. Hieron.).

## Synonymie
- Tillandsia coarctata Gill. ex Baker × Tillansia rectangula Baker (simple hypothèse proposée par Mez[1])

## Distribution et habitat

### Distribution
L'espèce se rencontre dans le centre et la province de Catamarca en Argentine  et dans le sud de la Bolivie.

### Habitat
L'espèce se rencontre dans les zones sèches et ensoleillées entre 600-2 600 mètres d'altitude.

## Description
Tillandsia aizoides est une plante herbacée en rosette acaule monocarpique, vivace par ses rejets latéraux et épiphyte,.

## Comportement en culture
Tillandsia aizoides est réputée être de culture difficile.